# Annales maximi
Annales maximi (на латински: Annales maximi) са били анали, водени от понтифекс максимус по време на Римската република. Главният жрец на Капитолия записвал ключови обществени събития и имената на всеки от магистратите. Той водел подробни записи и публикувал съкратена версия на бяла дъска (tabula dealbata) пред Регията или пред Domus Publica.
Цицерон изрично споменава практиката, а Катон осъжда очевидната ѝ тривиалност и суеверие (както и факта, че е служела за записване на лоши събития, като например глад). Най-ранните записи са разкази за митологични събития, което е дало основание за отхвърлянето от страна на Катон. Ранните римски историци обаче са използвали пространно Annales maximi, а легитимните записи стигат, според Цицерон, до 400 г. пр.н.е. По времето на Гракхите (~130 г. пр.н.е.), когато аналите са престанали да съществуват, те са запълвали осемдесет книги. Колекцията е издадена от понтифекс максимус Публий Муций Сцевола.
|  | Тази страница частично или изцяло представлява превод на страницата Annales maximi в Уикипедия на английски. Оригиналният текст, както и този превод, са защитени от Лиценза „Криейтив Комънс – Признание – Споделяне на споделеното“, а за съдържание, създадено преди юни 2009 година – от Лиценза за свободна документация на ГНУ. Прегледайте историята на редакциите на оригиналната страница, както и на преводната страница, за да видите списъка на съавторите. ВАЖНО: Този шаблон се отнася единствено до авторските права върху съдържанието на статията. Добавянето му не отменя изискването да се посочват конкретни източници на твърденията, които да бъдат благонадеждни. |